# زبان‌های پوناپیایی
زبان‌های پوناپیایی یا پوناپیک زیر بخشی از زبان‌های چوکیایی-پوناپیایی و شاخه‌ای از زبان‌های میکرونزیایی در خانواده زبان‌های آسترونزیایی است. این زبان بیشتر در ایالات فدرال میکرونزی صحبت می‌شود.

## زبان‌ها
- زبان مورتلوکیایی
- زبان پینگلاپیایی
- زبان پوناپیایی
- زبان ناتیکی[۳]

## نوآوری‌ها
به خاطر نوآوری‌های توسعه داده شده ویژه، زبان‌های پوناپیایی رابطه بسیار نزدیکی با زبان چوکیایی دارند. یکی از این نوآوری‌ها جایگزین بینیایی است که در آن بخش نخست یک همخوان کشیده به همخوان بینیایی همورگانیک تبدیل می‌شود.